# Bobbili
Bobbili fou estat tributari protegit del tipus zamindari al districte de Vizagapatam, presidència de Madras, de superfície 588 km² i població 139.974 habitants (1881) repartits en 178 pobles. El formaven les parganes de Bobbili, Rajam i Kavite (talukes o tahsils de Bobbili, Palkonda i Salur) amb un tribut de 8977 lliures a l'any (peshkash). Estava regat pel riu Nagavali.
El 1901 només el tahsil de Bobbili tenia 133.577 habitants i 167 pobles.
Quan el 1652, Sher Muhammad Khan, nawab de Chicacole, va entrar al districte l'acompanyaven Peddarayudu, ancestre dels sobirans de Bobbili, i l'ancestre de la família de Vizianagaram, que van esdevenir rivals. El primer va rebre de Nirvana Rayappa, 15è Raja de Venkatagiri, per la seva valentia, l'estat de Rajam on va construir un fort que va anomenar Bobbili (Tigre reial) en honor del seu patró (Sher = Tigre); l'estat tocava a Vizianagaram, i la rivalitat entre els dos no va parar de créixer. El 1756 les violències dels poligars (els caps feudals) va requerir una intervenció francesa que va dirigir Bussy. En arribar a Vizianagaram, el raja li va assegurar que tot era culpa del raja de Bobbili i ell mateix es va unir a les forces franceses amb 11.000 homes; abans de l'atac Bussy va oferir al raja de Bobbili el perdó i canviar les seves terres per altres d'igual valor en qualsevol altre lloc però havia d'abandonar el seu estat ancestral, però l'oferta fou refusada. L'atac al fort de Bobbili fou una lluita èpica; els francesos van fer dos assalts sense èxit; llavors va començar el bombardeig d'artilleria i els assetjats van matar a les seves famílies i van decidir morir lluitant; finalment els francesos van entrar al tercer assalt quan havia ja mort fins al darrer defensor; un vell va presentar a un nen que va dir era el fill del raja que havia estat protegit secretament per quatre homes; dos dies després el vell va matar el raja de Vizianagaram entrant inesperadament de nit a la seva tenda. El nen salvat fou després Chinna Ranga Rao, i fou reconegut per Bussy com a sobirà de les terres que havien estat ofertes al seu pare; però abans d'arribar a la majoria, un oncle va recuperar Rajam per les armes. La nissaga de Vizianagaram va arribar a un compromís i va acceptar deixar a la dinastia les parganes de Rajam i Kavite; aviat va esclatar la guerra altra vegada i el raja de Bobbili va haver de fugir a Hyderabad; el 1794 quan Vizianagaram fou desmembrat, Chinna Ranga Rao fou restaurat pels britànics als dominis del seu pare i el 1801 es va establir un acord permanent en què es va fixar el tribut de quasi 9000 lliures. En endavant l'estat va gaudir de pau. Va adoptar com successor a un fill de Rao Venkata Surya Rao Garu de Pithapuram, que va agafar el nom de Raja Swetha Chalapati Ranga Rao Bahadur Garu. Els següents sobirans foren força capacitats i van aconseguir un bona renda (5 lakhs) i el tribut va passar a 83.652 rúpies. El maharaja Sir Venkataswetachalapati Ranga Rao, fill del Raja Velugoti Sri Raja Kumara Yachendra Naidu Bahadur Garu de Venkatagiri, va arribar al tron per adopció sent proclamar Cavaller de l'Índia el 1895 i rebent el títol de maharajà (personal) el 1900 (fins llavors el de raja, que havia esdevingut hereditari).
La capital era Bobbili a 18° 34′ N, 83° 25′ E / 18.567°N,83.417°E amb una població el 1881 de 14.946 habitants i de 17.387 el 1901.

## Llista de rages
- 1. Raja Lingappa Ranga Rao Bahadur Garu (Peddarayudu)
- 2. Fill, desconegut
- 3. Raja Vengal Ranga Rao Bahadur Garu
- 4. Raja Rangapati Ranga Rao Bahadur Garu
- 5. Raja Rayadappa Ranga Rao Bahadur Garu
- 6. Raja Gopalkrishna Ranga Rao Bahadur Garu ?-1757
- 7. Raja Chinna Ranga Rao Bahadur Garu 1757-? (+ després del 1801)
- 8. Raja Swtha Chalapati Ranga Rao Bahadur Garu, ?-1862 (+ 12 d'agost de 1862)
- 9. Raja Sitarama Ranga Rao Bahadur Garu 1862-1867
- 10. Rani Lakshmi Chellayamma Garu 1867-1887 (títol rani personal des de 1876)
- 11. Maharaja Sri Sir Venkata Swetha Chalapati Ranga Row Bahadur Garu 1887-1926
- 12. Raja Venkata Kumara Krishna Ranga Rao Bahadur Garu (associat) (+1920)
- 13. Raja Sir Sri Varu Ramakrishna Swetha Chalapati Ranga Rao Bahadur 1920/1926-1948